# Stanley Greene
Stanley Greene (14. února 1949 Brooklyn – 19. května 2017 Paříž) byl americký fotoreportér.

## Život a kariéra
Greene se narodil rodičům střední třídy v Brooklynu. Oba jeho rodiče byli herci. Jeho otec, který se narodil v Harlemu, byl organizátorem odborů, jedním z prvních Afroameričanů zvolených za důstojníka Screen Actors Guild a patřil k harlemskému renesančnímu hnutí. Greenův otec byl v padesátých letech na černé listině jako komunista a byl nucen hrát ve filmech podřadné role. Greenovi rodiče darovali Stanleymu jeho první fotografickou kameru, když mu bylo jedenáct let.
Greene zahájil svou uměleckou kariéru jako malíř, ale začal fotografovat, aby mohl snáze katalogizovat materiál pro své obrazy. V roce 1971, kdy byl členem protivietnamského válečného hnutí a strany Black Panther, mu jeho přítel fotograf W. Eugene Smith nabídl prostor ve svém ateliéru a povzbudil ho ke studiu fotografie na School of Visual Arts v New Yorku a San Francisco Art Institute.
Zastával různé pracovní pozice jako fotograf, včetně fotografování rockových kapel a práce v Newsday. V roce 1986 pořizoval módní fotografie v Paříži. Říkal si „diletant, co sedí v kavárnách, fotografuje dívky a vyrábí heroin“. Poté, co jeho přítel zemřel na AIDS, Greene zanechal svůj drogový zvyk a začal se vážně věnovat fotografické kariéře.
S fotožurnalistikou začal v roce 1989, kdy se jeho snímek („Polibky všem, Berlínská zeď“) dívky oblečené v tutu sukni s lahví šampaňského stal symbolem pádu Berlínské zdi. Během práce pro pařížskou fotografickou agenturu Agence Vu v říjnu 1993 byl Greene uvězněn a téměř zabit v Bílém domě v Moskvě během odstávky prezidenta Borise Jelcina a parlamentu. Dokumentoval především válečné země jako například Ázerbájdžán, Bosnu a Hercegovinu, Gruzii, Irák, Somálsko, Chorvatsko, Kašmír a Libanon. Fotografoval genocidu ve Rwandě v roce 1994 a na pobřeží Mexického zálivu USA po hurikánu Katrina v roce 2005.
Po roce 1994 byl nejznámější dokumentací konfliktu v Čečensku mezi rebely a ruskými ozbrojenými silami, který vyšel v jeho knize Open Wound z roku 2004. Tyto fotografie upozornily na „utrpení, které poznamenalo poslední nárůst staletého boje Čečenska za nezávislost na Rusku“.
V roce 2008 odhalil, že má hepatitidu C, o které se domníval, že se nakazil během práce v Čadu v roce 2007 z infikované břitvy. Poté, co nemoc zvládl pomocí léků, odcestoval do Afghánistánu a vyfotografoval příběh o „krizi zneužívání léků a infekčních nemocí“.
Stanley Greene spolu s Kadirem van Lohuizenem v roce 2007 založili agenturu NOOR. Svou agenturu slavnostně zahájili se svými kolegy 7. září 2007 ve Visa Pour L'Image.
Zemřel v Paříži 19. května 2017 ve věku 68 let. Podstupoval léčbu rakoviny jater.